# 大慈恩寺 (北京)
大慈恩寺是明朝时位于今北京市西城区什刹海地区的一座藏传佛教寺院，其前身是建于元朝的海印寺。现已无存。

## 历史
明朝万历年间沈榜编辑的《苑署杂记》第十九卷“寺观”中，称海印寺“元初建，今废”。据此，海印寺始建于元朝初年。明朝宣德四年（1429年）重建之后，更名“大慈恩寺”。该寺是明朝西藏僧人在京居住修持的重地，号称“第一丛林”，位在明朝北京各个藏传佛教寺院之首，明朝皇帝曾“临幸”。
永乐十二年（1414年），尼泊尔高僧五明板的达室利沙（实哩沙哩卜得罗）来朝，“永乐甲午（十二年）入中国。谒文皇帝于奉天殿。应对称旨。命居海印寺。”永乐十九年（1421年），明成祖迁都北京之后，在明朝皇帝的扶持下，海印寺跃居北京三大名寺之一。西域高僧慧进奉诏在北京海印寺主持《大藏经》即《永乐北藏》的纂刻。《万历野获编》载，“永乐辛丑十九年，翰林吉士高谷写经于海印寺，遇雨徒跣奔归。有见而怜之者欲为丐免。谷不可曰：盍语当路概行禁写，所全者不更大乎。”高谷是明朝永乐到景泰年间的五朝元老，他早年在海印寺抄写的佛经便是慧进在海印寺主持编纂的《永乐北藏》。藏传佛教大慈法王释迦也失应明朝宣德帝之邀到北京，就驻锡大慈恩寺。
《明实录》载：正德五年（1510年）四月戊戌“大慈恩寺国师乳奴领占为西天佛子”。明朝北京的番僧分为七个等级，从高到低分别为：大慈法王、西天佛子、大国师、国师、禅师、都纲、喇嘛。正德五年，大慈恩寺的住持的地位和大隆善护国寺住持的地位相同。正德五年六月壬辰，“大慈恩寺佛子乳奴领占升为法王”。
明朝嘉靖年间，朝廷开始崇尚道教，排斥他教。由于大慈恩寺为藏传佛教（喇嘛教）寺院，内驻“番僧”。嘉靖二十二年三月癸酉，“初，禁苑北墙下，故有大慈恩寺一区，为西域群僧所居，至是，上以为邪秽，不宜迩禁地，诏所司毁之，驱置番僧于他所。”由此，大慈恩寺被毁。《礼部志稿》载，“嘉靖十年，右春坊右中允廖道南请改大慈恩寺兴辟雍以行养老之礼。”《万历野获编》载，“廖中允上疏，以大慈恩寺与灵济并称，欲废慈恩改辟雍行养老之礼。礼臣以既有国学为至尊临幸之地，似不必更葺别所。唯寺内欢喜佛，为故元丑俗相应毁弃。上是之，谓夷鬼淫像可便毁之，不数年，而此寺铲为鞠场矣。”

## 建筑
《永乐大典》本《顺天府志》卷七载：“海印寺在半储坊。”半储坊当是元大都的“丰储坊”之讹字，丰储坊在今什刹海银锭桥一带。
大慈恩寺的旧址位于今毡子胡同以西。明朝弘治年间进士何景明所作《慈恩寺》一诗称，“海子桥西寺，高楼御苑华。中流自日月，平地有烟霞。客至开金殿，宸游想翠华。十年复到此，朋辈各天涯。”王彬认为：“海子桥又称月桥、三转桥，位于今三座桥胡同北端。说明当年海印寺在三座桥的西侧，即现在的毡子胡同西侧。”“慈恩寺遗址只能是东侧的‘罗王府’，即阿拉善府。”
吴长元《宸垣识略》则称：“银锭桥在北安门海子三座桥之北，城中水际看山第一绝胜处。吴岩《沿银锭桥河堤作》：“短垣高柳接城隅，遮掩楼台入画图，大好西山御落日，碧峰如幛水亭孤。”海潮观音寺在银锭桥南湾，有明万历间翰林检讨赵用贤碑。又一碑磨泐无考。海印寺在海子桥北，明宣德间重建改名慈恩寺，内有镜光阁，今废。长元按：嘉靖间《海潮寺碑》云，海印寺东为广福观，西为海潮寺，则今银锭桥东南沿湖隙地疑即海印废址。”学者林梅村据此认为，大慈恩寺位于银锭桥东南岸，并且认为明朝《野墅平林图》（有利玛窦题款。林梅村认为是万历年间耶稣会中国籍画师倪雅谷所作，作于万历三十年至三十二年间，且主要描绘什刹海银锭桥附近的景色）中也绘有大慈恩寺。
宣德四年重建后形成的大慈恩寺带有一座后园，寺内还有一座“镜光阁”。李东阳《游朝天宫慈恩寺诗序》载：“都城之可游者，道院唯朝天，僧寺唯慈恩为胜。慈恩即所谓海印寺者，在予所居故里，有林木水石，视朝天为尤胜。”
许多文人墨客也在该寺留下了诗文。比如李东阳《西涯杂咏十二首》中有《慈恩寺》、《候马北安门外，《游慈恩寺后园有感》、《九日游慈恩寺叠前韵》、《再游慈恩寺留僧画卷》、《慈恩寺偶成》、《重经慈恩寺忆张沧题僧故庐》。明朝书画家王庞作《嘉靖九年春进京赴试游什刹海作海印寺阁眺》，嘉靖朝南京三部尚书湛若水作《海印寺镜光阁登高》二首，正德朝复古派前七子之一何景明作《慈恩寺》一首。这些诗歌说明，大慈恩寺废弃后，该寺部分建筑仍存在，并成为嘉靖、正德两朝文人墨客的游览之所。
嘉靖二十九年（1550年），外藩逼近北京，北京城外的难民涌入城内避难。朝廷“诏于庆寿、海印二寺空地结茇以居城外避虏之民。”可见此时大慈恩寺旧址的空地暂时成为难民安置之处。
《日下旧闻考》载，“大慈恩寺在府西海子上，旧名海印寺，宣德四年重建。”“海子桥北有海印寺，宣德年间重建，改名慈恩，今废为厂。”“海印寺久废，今海潮寺中有嘉靖五年碑云：海印寺东为广福观，西为海潮寺，则址应在海潮寺东。”
王彬认为，《日下旧闻考》中所记的“厂”应为“供应厂”，是“中官服务的一个机构。明代为皇室服务的机关总称内府，有十二监、四司、八局及其他机构。如内府供应库、内承运库等。供应厂是内府供应库的一个下属机构。清政府撤销了明代为皇室服务的内府机关。只留下‘供应厂胡同’、‘厂门口’的地名。”明朝沈榜编的《苑署杂记》“北日坊”条，记录了前海、后海周边的若干胡同，其中有“十四铺供应厂”（“铺”是明朝行政区划的一种）。“供应厂胡同”、“厂门口”在明朝嘉靖三十九年（1560年）张爵编的《京师五城坊巷胡同集》、清朝光绪十一年（1885年）朱一新编的《京师坊巷志稿》中均未记录，在《京师五城坊巷胡同集》中有“越桥海子桥”、“染织局外”的地名，《京师坊巷志稿》中则已改为“三座桥”、“金丝套胡同”、“南、北官房”、“井儿”等等地名。
大慈恩寺建筑的毁灭时间，无明确记载。沈榜《宛署杂记》卷十九“海印寺”下注曰：“元初建今废。”案《宛署杂记》成于明朝万历二十年（1592年），则大慈恩寺的建筑毁于该年之前。朱大启《海印废寺即慈恩寺》曰：“我行海子桥，不见镜光阁。唯有青莲花，凉风吹不落。”朱大启是万历三十八年进士，崇祯初年开始担任太常寺少卿，提督四夷馆，后来任大理寺卿，转任刑部右侍郎，崇祯十五年逝世。可知海印寺的主体建筑镜光阁在万历末年或崇祯初年已毁。